# デス・マーチン酸化
デス・マーチン酸化（デスマーチンさんか、英: Dess–Martin oxidation）とは、超原子価ヨウ素化合物を用いてアルコールをカルボニル化合物へ変換する酸化反応である。
1983年にD.B. DessとJ.C. Martinによって報告されたこの酸化反応は、酸化剤として1,1,1-トリアセトキシ-1,1-ジヒドロ-1,2-ベンズヨードキソール-3(1H)-オン、通常デス・マーチン・ペルヨージナン (DMP: Dess-Martin Periodinane) あるいはデス・マーチン試薬と呼ばれる化合物を使用する。
ペルヨージナンは5価のヨウ素化合物IH5の慣用名である。
デス・マーチン・ペルヨージナンはo-ヨード安息香酸を硫酸酸性下に臭素酸カリウムと反応させて1-ヒドロキシ-1,2-ベンズヨードキソール-3(1H)-オン-1-オキシド、通常 o-ヨードキシ安息香酸 (IBX: o-IodoXyBenzoic acid) と呼ばれる中間体へと酸化した後、これを酢酸および無水酢酸と反応させることで得られる。
o-ヨードキシ安息香酸を得るのにオキソン (Oxone: 2KHSO5・KHSO4・K2SO4の商標) で酸化する方法も知られている。
また、o-ヨードキシ安息香酸からデス・マーチン・ペルヨージナンを合成するには無水酢酸と触媒量のp-トルエンスルホン酸を使用して反応させるほうが再現性が良い。
なお、湿ったo-ヨードキシ安息香酸やデス・マーチン・ペルヨージナンは潜在的な爆発性を持っているため、取り扱いには気を付ける必要がある。
デス・マーチン・ペルヨージナンはアルコールを速やかにカルボニル化合物へと変換する。
第一級アルコールはアルデヒドで酸化が止まり、カルボン酸へは酸化されない。
この反応はジクロロメタンを溶媒として室温で行われる。
ほぼ中性の極めて温和な条件で進行する反応であるため、不安定な化合物の酸化反応に向いている。
反応機構はまずアルコールとペルヨージナンが結合し、ヒドロキシ基の根元の水素が引き抜かれながら生成物を遊離する。
o-ヨードキシ安息香酸もデス・マーチン・ペルヨージナンと同様にアルコールからカルボニル化合物への温和な酸化剤として使用できる。
しかし、o-ヨードキシ安息香酸はジメチルスルホキシド以外の溶媒にはほとんどまったく溶解しない欠点がある。